# Nenê Bonilha
Luis Otavio Bonilha de Oliveira, mais conhecido como Nenê Bonilha (São João da Boa Vista, 17 de fevereiro de 1992), é um futebolista brasileiro que atua no meio-campista. Atualmente joga no Brasiliense.

## Carreira
Luis Otavio Bonilha de Oliveira, mais conhecido como Nenê Bonilha começou nas categorias da Sociedade Esportiva Sanjoanense, mas se profissionalizou pelo Paulista, em 2010.

### Corinthians
Em 2011, Nenê Bonilha chegou para atuar pela base do Corinthians e foi promovido ao principal, onde não teve muitas oportunidades. Ao todo, Bonilha entrou em campo quatro vezes com a camisa do Timão.
O contrato com a equipe do Corinthians se encerrou em 2014.

### Fortaleza
2018
Após três temporadas jogando no futebol europeu, Bonilha chegou ao Fortaleza por empréstimo até o fim de 2018. Durante a Série B do Campeonato Brasileiro, atuou em 16 partidas e ajudou na conquista do título da segunda divisão, sendo peça fundamental do time formado pelo treinador Rogério Ceni.

## Títulos
Paulista
- Copa Paulista: 2010

Corinthians
- Campeonato Brasileiro: 2011[1]

Fortaleza
- Campeonato Brasileiro - Série B: 2018